# Terrorisme en 2011
Chronologie du terrorisme
- 2007
- 2008
- 2009
- 2010
- 2011
- 2012
- 2013
- 2014
- 2015

L'année 2011 est marquée par 5 065 attentats ayant fait 8 176 victimes.

## Événements

### Janvier
- 1er janvier 2011, Égypte : Un attentat à la voiture piégée contre une église copte à Alexandrie fait 21 morts et 70 blessés[2].
- 24 janvier 2011, Russie : Attentat à l'aéroport Domodedovo 35 morts et 180 blessés.

### Mars
- 21 mars 2011, Allemagne : Devant l'aéroport de Francfort, un islamiste tire sur un car transportant des soldats américains, 2 morts[3]
- 23 mars 2011, Israël : Attentat à la gare routière de Jérusalem, une bombe explose près d'un autobus et fait 2 morts et 31 blessés[4]. L'une des victimes, âgée de 14 ans, meurt des suites de sa blessure, six ans après.

### Avril
- 7 avril 2011, Israël : Le Hamas tire un missile antichar sur un bus israélien à la frontière de la Bande de Gaza, tuant un adolescent de 16 ans et blessant le conducteur du bus[5],[6].
- 11 avril 2011, Biélorussie : L'explosion d'une bombe à la station Oktiabrskaia dans le métro de Minsk tue 12 personnes et en blesse une centaine[7].
- 28 avril 2011 Maroc : Attentat à Marrakech sur la terrasse d'un café nommé Argana, une bombe explose, tuant 17 personnes et faisant 20 blessés.

### Mai
- 13 mai 2011, Pakistan : Au moins 80 morts, dont de nombreux cadets d'un groupe paramilitaire de la police, dans un double attentat à Shabqadar revendiqué par le Mouvement des Talibans du Pakistan.

### Juin
- 13 juin 2011, Pakistan : Un kamikaze déclenche ses explosifs, en tentant d'entrer dans une banque d'un quartier commercial d'Islamabad.
- 19 juin 2011, Irak : Attentat contre un convoi de l'ambassade de France à Bagdad.
- 21 juin 2011, Afghanistan : 2 civils tués par un attentat visant un gouverneur.
- 21 juin 2011, Irak : 25 tués dans un double attentat au sud de Bagdad.
- 22 juin 2011, Somalie : Un attentat à la bombe fait 4 morts et 7 blessés à Mogadiscio.

### Juillet
- 22 juillet 2011, Norvège : Un double attentat, l'un à la bombe fait au moins 8 morts et plusieurs blessés à Oslo, l'autre, une fusillade déclenchée sur l'île d'Utoeya fait 68 morts. L'unique auteur de ces attentats : le terroriste d'ultra-droite Anders Behring Breivik.

### Août
- 15 août 2011, Irak : 74 morts et plus de 300 blessés dans dix villes irakiennes lors d'attaques simultanées[8].
- 25 août 2011, Mexique : Attaque au casino Royale de Monterrey, attribuée au cartel de Los Zetas, à l'aide d'armes de guerre, de grenades, puis incendie, 53 morts.

### Octobre
- 29 octobre 2011, Afghanistan : 17 morts, dont 13 soldats américains tués à Kaboul dans un attentat contre leur camion ; quelques jours avant 3 militaires australiens ont été aussi tués[9].

### Décembre
- 13 décembre 2011, Belgique : Nordine Amrani tue 5 personnes, dont lui-même, et en blesse plus de 120 Place Saint-Lambert à Liège à l'aide de grenades et d'un FN FAL.
- 13 décembre 2011, Italie : Attentat à connotation raciste à Florence. Gianluca Casseri, sympathisant de l'extrême droite italienne, tire à l'aide d'un revolver .357 Magnum sur des vendeurs ambulants sénégalais avant de retourner son arme contre lui, faisant 3 morts (dont le tireur) et 3 blessés.
- 25 décembre 2011 : Attentats contre des églises du Nigeria revendiqués par Boko Haram.